# Alfredo Bastianelli
Alfredo Bastianelli (Roma, 26 gennaio 1951) è un diplomatico italiano.
Attualmente è anche Cancelliere dell'Ordine equestre del Santo Sepolcro di Gerusalemme e Gentiluomo di sua santità.

## Biografia
Bastianelli ha studiato giurisprudenza all'Università la Sapienza di Roma. Oltre all'italiano parla correttamente l'inglese, il portoghese e il francese. Nel corso della sua carriera diplomatica ha ricoperto cariche importanti al Ministero degli Esteri e missioni diplomatiche in Canada, Brasile, Mozambico, Indonesia e Unione europea. 
Ha lavorato come ambasciatore in Angola (tra il 2001 e il 2005), a Cipro (tra il 2009 e il 2012) e in Belgio (tra il 2013 e il 2015). Durante la permanenza in Belgio è stato direttore dell'Istituto italiano di cultura di Bruxelles.
Bastianelli è sempre stato in stretto legame con la Santa Sede infatti nel 2007 è stato nominato gentiluomo di sua santità e nel 2016 cancelliere dell'Ordine equestre del Santo Sepolcro di Gerusalemme dal Gran Maestro Edwin Frederick O'Brien.

## Vita privata
Alfredo Bastianelli è sposato con Fiammetta Fiorentino e ha tre figli: Giovanni Battista, Ascanio e Niccolò.